# Плюккеровы координаты
Плюккеровы координаты — координаты (наборы чисел), определяющие подпространства {\displaystyle M} (произвольной размерности) векторного или проективного пространства {\displaystyle L}. Являются обобщением однородных координат точек проективного пространства и также определены с точностью до умножения на произвольный ненулевой множитель. Впервые введены Плюккером в частном случае проективных прямых в трёхмерном проективном пространстве, что соответствует случаю {\displaystyle \dim M=2} и {\displaystyle \dim L=4} для векторных пространств.

## Определение в координатах
Пусть {\displaystyle M} — {\displaystyle m}-мерное подпространство {\displaystyle n}-мерного векторного пространства {\displaystyle L}. Для определения плюккеровых координат подпространства {\displaystyle M} выберем произвольный базис {\displaystyle e_{1},\;\ldots ,\;e_{n}} в {\displaystyle L} и произвольный базис {\displaystyle a_{1},\;\ldots ,\;a_{m}} в {\displaystyle M}. Каждый вектор {\displaystyle a_{i}} имеет в базисе {\displaystyle e_{1},\;\ldots ,\;e_{n}} координаты {\displaystyle (a_{i1},\;\ldots ,\;a_{in})}, то есть {\displaystyle a_{i}=a_{i1}e_{1}+\ldots +a_{in}e_{n}}. Записывая координаты векторов {\displaystyle a_{1},\;\ldots ,\;a_{m}} в виде строк, получим матрицу
{\displaystyle A={\begin{pmatrix}a_{11}&a_{12}&\cdots &a_{1n}\\a_{21}&a_{22}&\cdots &a_{2n}\\\vdots &\vdots &\ddots &\vdots \\a_{m1}&a_{m2}&\cdots &a_{mn}\\\end{pmatrix}},}
ранг которой равен {\displaystyle m}. Обозначим через {\displaystyle M_{i_{1},\;\ldots ,\;i_{m}}} минор матрицы {\displaystyle A}, состоящий из столбцов с номерами {\displaystyle i_{1},\;\ldots ,\;i_{m}}, принимающими значения от {\displaystyle 1} до {\displaystyle n}. Числа {\displaystyle M_{i_{1},\;\ldots ,\;i_{m}}} не независимы: если набор индексов {\displaystyle (i_{1},\;\ldots ,\;i_{m})} получен из {\displaystyle (j_{1},\;\ldots ,\;j_{m})} с помощью перестановки {\displaystyle \sigma \in S_{m}}, то имеет место равенство {\displaystyle M_{i_{1},\;\ldots ,\;i_{m}}=\pm M_{j_{1},\;\ldots ,\;j_{m}}}, где знак «плюс» или «минус» соответствует тому, является ли перестановка {\displaystyle \sigma } чётной или нечётной. Рассматриваемая с точностью до умножения на общий ненулевой множитель совокупность {\displaystyle C_{n}^{m}} чисел {\displaystyle p_{i_{1},\;\ldots ,\;i_{m}}=M_{i_{1},\;\ldots ,\;i_{m}}} для всех упорядоченных наборов индексов {\displaystyle i_{1}<\ldots <i_{m}}, принимающих значения от {\displaystyle 1} до {\displaystyle n}, называется плюккеровыми координатами подпространства {\displaystyle M}.

## Свойства
1. Независимость от выбора базиса.
Если в подпространстве {\displaystyle M} выбран другой базис {\displaystyle a'_{1},\;\ldots ,\;a'_{m}}, то новый набор плюккеровых координат {\displaystyle p'_{i_{1},\;\ldots ,\;i_{m}}} будет иметь вид {\displaystyle p'_{i_{1},\;\ldots ,\;i_{m}}=c\cdot p_{i_{1},\;\ldots ,\;i_{m}}}, где {\displaystyle c} — некоторый ненулевой множитель. Действительно, новый базис связан со старым соотношениями {\displaystyle a'_{i}=a'_{i1}a_{1}+\cdots +a'_{im}a_{m}}, и определитель матрицы {\displaystyle (a'_{ij})} отличен от нуля. Согласно определению плюккеровых координат и теореме об определителе произведения матриц, имеем {\displaystyle p'_{i_{1},\;\ldots ,\;i_{m}}=c\cdot p_{i_{1},\;\ldots ,\;i_{m}}}, где {\displaystyle c=\det(a'_{ij})}.
2. Грассманиан.
Ставя в соответствие каждому {\displaystyle m}-мерному подпространству {\displaystyle M} набор его плюккеровых координат {\displaystyle p_{i_{1},\;\ldots ,\;i_{m}}}, мы сопоставляем {\displaystyle M} некоторую точку проективного пространства {\displaystyle P} размерности {\displaystyle C_{n}^{m}-1}. Построенное таким образом отображение {\displaystyle g} инъективно, но не сюръективно (то есть его образ не совпадает со всем пространством {\displaystyle P}). Образ множества всех {\displaystyle m}-мерных подпространств {\displaystyle n}-мерного пространства при отображении {\displaystyle g} является {\displaystyle m(n-m)}-мерным проективным алгебраическим многообразием в {\displaystyle P}, называемым многообразием Грассмана или грассманианом и обозначаемым {\displaystyle G(m,\;n)} или {\displaystyle \mathrm {Gr} _{m}(L)}.
3. Соотношения Плюккера.
Критерием, с помощью которого можно определить, принадлежит ли данная точка проективного пространства {\displaystyle P} грассманиану {\displaystyle G(m,\;n)}, являются так называемые соотношения Плюккера:
{\displaystyle \sum _{r=1}^{m+1}(-1)^{r}p_{j_{1},\;\ldots ,\;j_{m-1}k_{r}}\cdot p_{k_{1},\;\ldots ,\;{\breve {k_{r}}},\;\ldots ,\;k_{m+1}}=0,\quad \forall \,(j_{1},\;\ldots ,\;j_{m-1}),\quad \forall \,(k_{1},\;\ldots ,\;k_{m+1}),}
где все индексы в наборах {\displaystyle (j_{1},\;\ldots ,\;j_{m-1})} и {\displaystyle (k_{1},\;\ldots ,\;k_{m+1})} принимают значения от {\displaystyle 1} до {\displaystyle n}, знак {\displaystyle {\breve {}}} обозначает пропуск стоящего под ним индекса. Данная сумма получается, если из совокупности {\displaystyle (k_{1},\;\ldots ,\;k_{m+1})} выбрасывается поочередно по одному индексу и этот индекс приписывается справа к набору {\displaystyle (j_{1},\;\ldots ,\;j_{m-1})}, потом два получившихся числа {\displaystyle p_{\alpha _{1},\;\ldots ,\;\alpha _{m}}=M_{\alpha _{1},\;\ldots ,\;\alpha _{m}}} перемножаются (заметим, что эти числа являются минорами матрицы {\displaystyle A}, но не обязательно являются плюккеровыми координатами, так как наборы их индексов не обязательно упорядочены по возрастанию) и затем берётся сумма всех таких произведений с чередующимися знаками. Соотношения Плюккера выполнены для каждого {\displaystyle m}-мерного подпространства {\displaystyle M\subset L}. И обратно, если однородные координаты {\displaystyle p_{i_{1},\;\ldots ,\;i_{m}}}, {\displaystyle i_{1}<\ldots <i_{m}}, некоторой точки проективного пространства {\displaystyle P} удовлетворяют этим соотношениям, то эта точка при отображении {\displaystyle g} соответствует некоторому подпространству {\displaystyle M\subset L}, то есть принадлежит {\displaystyle G(m,\;n)}.
На языке матриц это означает: если числа {\displaystyle p_{i_{1},\;\ldots ,\;i_{m}}} удовлетворяют соотношениям Плюккера, то существует матрица, для которой они являются минорами максимального порядка, а если нет, то не существует такой матрицы. Что решает задачу о возможности восстановления матрицы по её минорам максимального порядка, с точностью до линейного преобразования строк.

## Пример
В случае {\displaystyle n=4} и {\displaystyle m=2} имеем {\displaystyle C_{4}^{2}=6}, и следовательно, каждая плоскость {\displaystyle M} в 4-мерном векторном пространстве имеет {\displaystyle 6} плюккеровых координат: {\displaystyle p_{12}}, {\displaystyle p_{13}}, {\displaystyle p_{14}}, {\displaystyle p_{23}}, {\displaystyle p_{24}}, {\displaystyle p_{34}}. Выбирая в плоскости {\displaystyle M} базис {\displaystyle a_{1},\;a_{2}} таким образом, что {\displaystyle a_{1}=e_{1}} и {\displaystyle a_{2}=e_{2}}, получаем матрицу
{\displaystyle A={\begin{pmatrix}1&0&\alpha &\beta \\0&1&\gamma &\delta \\\end{pmatrix}},}
откуда находим: 
{\displaystyle p_{12}=1}, {\displaystyle p_{13}=\gamma }, {\displaystyle p_{14}=\delta }, {\displaystyle p_{23}=-\alpha }, {\displaystyle p_{24}=-\beta }, {\displaystyle p_{34}=\alpha \delta -\beta \gamma }.
Очевидно, что имеет место соотношение
{\displaystyle p_{12}p_{34}-p_{13}p_{24}+p_{14}p_{23}=0},
сохраняющееся при умножении всех {\displaystyle p_{i_{1}i_{2}}} на любой общий множитель, то есть не зависящее от выбора базиса. Это и есть соотношение Плюккера, определяющее проективную квадрику {\displaystyle G(2,\;4)} в 5-мерном проективном пространстве.